# Municipi de Favrskov
El municipi de Favrskov és un municipi danès que va ser creat l'1 de gener del 2007 com a part de la Reforma Municipal Danesa, integrant els antics municipis de Hadsten, Hammel, Hinnerup i Hvorslev amb la part sud de l'antic municipi de Langå. El municipi és situat a l'est de la península de Jutlàndia, a la Regió de Midtjylland, abasta una superfície de 539 km² i forma part de la Regió metropolitana de l'est de Jutlàndia.
El riu Gudenå, el més llarg de Dinamarca, passa pel nord-oest del municipi, la vila d'Ulstrup és a la seva riba.
La capital del municipi és Hinnerup (7.180 habitants el 2009). Altres ciutats són:
- Hadsten: 7.219 hab.
- Hammel: 6.542 hab.
- Søften: 2.144 hab.
- Ulstrup: 2.071 hab.
- Thorsø: 1.607 hab.

Altres poblacions del municipi:
- Aidt
- Farre
- Folby
- Grundfør
- Hadbjerg
- Houlbjerg
- Hvorslev
- Lading
- Laurbjerg
- Lyngå
- Nørre Galten
- Ødum
- Sall
- Selling
- Skjød
- Svenstrup
- Vellev
- Vissing
- Vitten
- Voldby
- Voldum

## Consell municipal

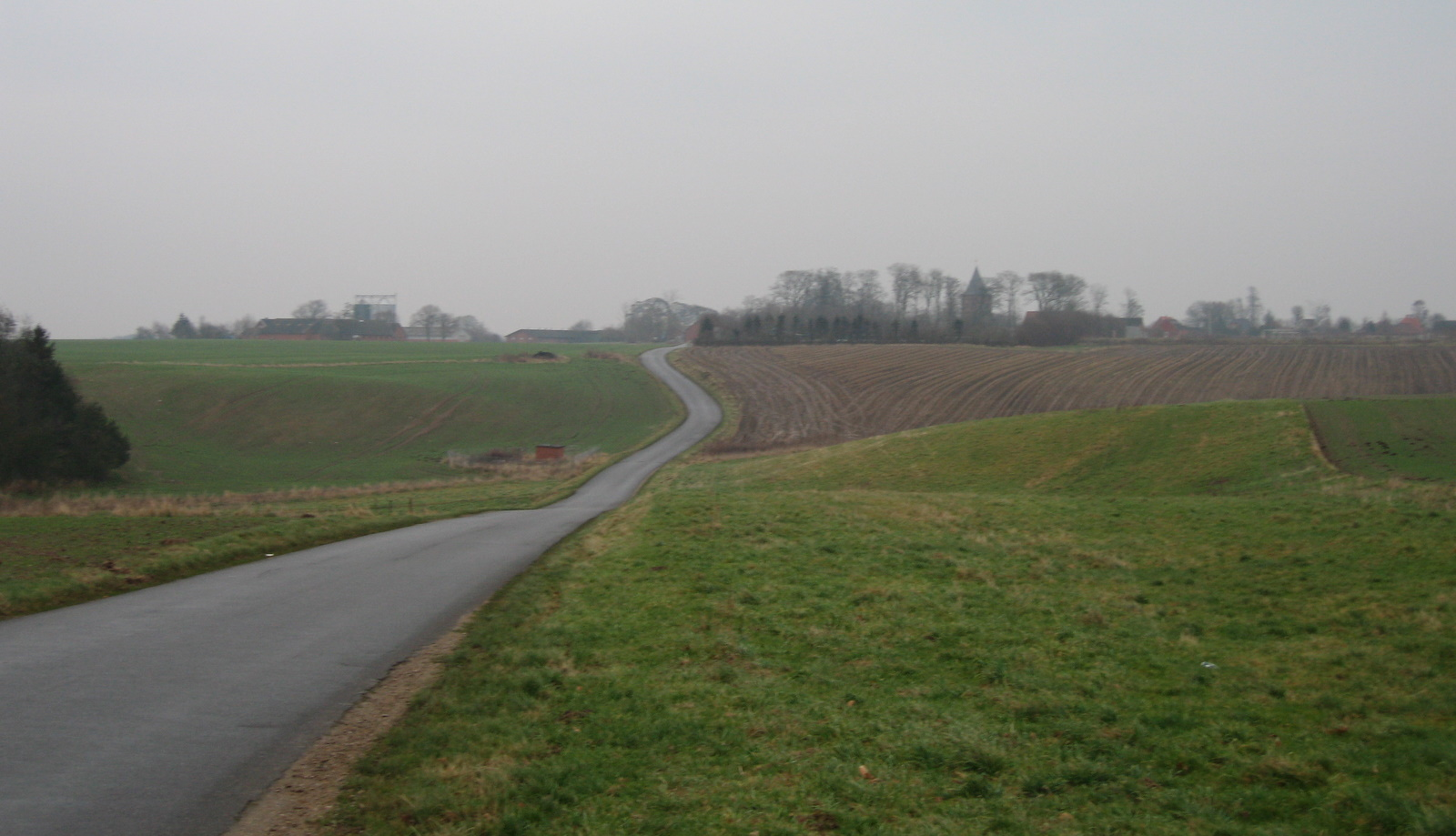
Paisatge prop de Vellev, al nord-oest del municipi.

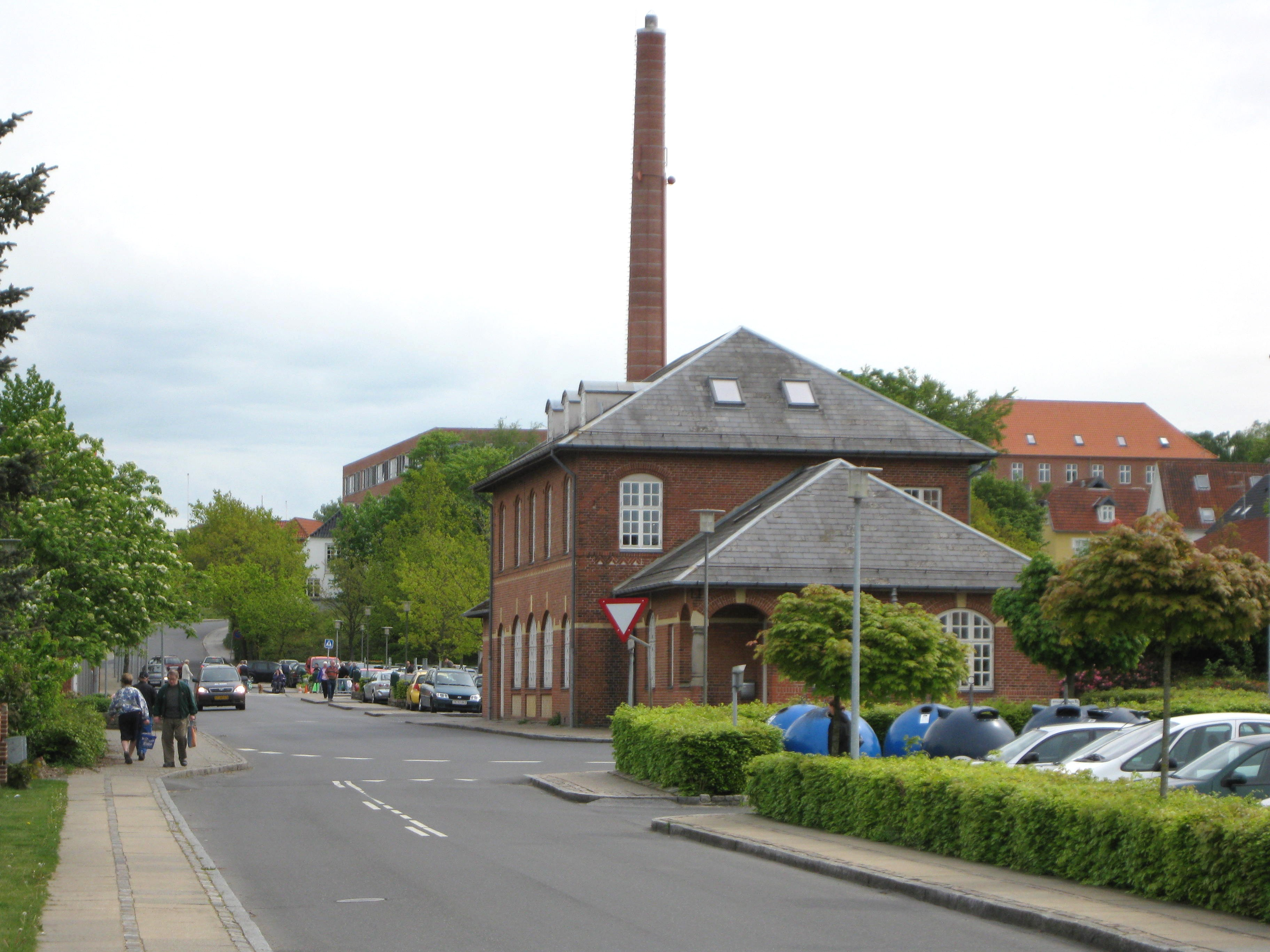
Antiga estació de tren a la ciutat de Hammel.

Resultats de les eleccions del 18 de novembre del 2009:
| Partit                       | vots | % vots |
| ---------------------------- | ---- | ------ |
| Socialdemokratiet            | 8532 | 36.2   |
| Det Radikale Venstre         | 736  | 3.1    |
| Det Konservative Folkeparti  | 2035 | 8.6    |
| Socialistisk Folkeparti      | 2332 | 9.9    |
| FavrskovListen               | 486  | 2.1    |
| Dansk Folkeparti             | 1310 | 5.6    |
| Venstre                      | 7938 | 33.7   |
| Enhedslisten - De Rød-Grønne | 206  | 0.9    |

### Alcaldes
| Alcalde               | Període               | Partit            |
| --------------------- | --------------------- | ----------------- |
| Anders G. Christensen | 1-1-2007 a 31-12-2009 | Venstre           |
| Nils Borring          | 1-1-2010 a ----       | Socialdemokratiet |